# ウェイン・ティピット
ウェイン・ティピット（Wayne Tippit、1932年12月19日 - 2009年8月28日）は、アメリカ合衆国の俳優。

## 出演作品
- テキサス、ポップ81
- メルローズ・プレイス シーズン3
- ダークスカイ
- Xファイル The X-Files (1993) シーズン1第5話「ジャージー・デビル」
- メルローズ・プレイス シーズン2
- メルローズ・プレイス シーズン1
- バック・トゥ・ザ・ＪＦＫ
- JFK
- マッド・ハウス/珍入者撃退作戦
- ドリーム・チーム
- タイムマシーンにお願い シーズン2
- 追跡ＴＶ スクープを狙え！
- 許されざる復讐
- Ｎ.Ｙ.市警ブラス
- ネオ・ダークサイド／死のマリオネット
- タップス
- ジェット・ローラー・コースター